# بریلیوم مونوهیدرید
بریلیوم مونوهیدرید (به انگلیسی: Beryllium monohydride) با فرمول شیمیایی BeH• یک ترکیب شیمیایی است. که جرم مولی آن ۲۵۲٫۳۰۹۳ g/mol می‌باشد. 